# Elizabeth Yarnold
Elizabeth Anne „Lizzy“ Yarnold, OBE (* 31. Oktober 1988 in Sevenoaks, Kent) ist eine ehemalige britische Skeletonsportlerin.

## Werdegang
Lizzy Yarnold wuchs in West Kingsdown in der Nähe von Sevenoaks auf und betrieb zunächst unter anderem Leichtathletik, Netball und Reiten. 2008 nahm sie an Girls4Gold teil, einer landesweiten Talentsuche der britischen Sportbehörde UK Sport, und probierte im Rahmen des Programms im März 2009 erstmals Skeleton aus. 2010 schloss sie ein Studium an der University of Gloucestershire ab.
Bereits zum Auftakt der Saison 2010/11 bestritt Yarnold ihre ersten internationalen Rennen im Skeleton-Europacup. Bei ihrem ersten Rennen im November 2010 in Cesana fuhr sie als Zehntplatzierte sofort unter die besten Zehn. Einen Tag später wurde sie an selber Stelle schon Fünfte. Der endgültige Durchbruch erfolgte in den beiden folgenden Rennen in Igls, die sie vor ihren Landsfrauen Rose McGrandle und Laura Deas gewann. Auch beim nächsten Rennen in Winterberg erreichte sie mit dem dritten Rang hinter Deas und McGrandle eine Podestplatzierung. Bei den Juniorenweltmeisterschaften 2011 in Park City gewann sie hinter Robynne Thompson die Silbermedaille. In der Saison-Gesamtwertung der FIBT kam sie auf den 35. Platz.
In der Saison 2011/12 startete sie im Skeleton-Intercontinentalcup und gewann sofort ihre beiden ersten Rennen in Lillehammer. Weitere drei Podiumsplatzierungen in vier Rennen folgten. Mitte Januar 2012 gab Yarnold in Königssee ihr Debüt im Skeleton-Weltcup. Das erste Rennen beendete sie als 14. Schon das zweite Rennen auf der Natureisbahn von St. Moritz gewann sie trotz widriger Witterungsbedingungen. Wenige Tage später wurde sie in Igls Juniorenweltmeisterin. Bei der Weltmeisterschaft 2012 in Lake Placid erreichte sie die Bronzemedaille im Einzelwettkampf. In der Saison 2012/13 erreichte Yarnold zwei Podestplatzierungen und belegte im Gesamtweltcup den vierten Rang. Bei der Weltmeisterschaft 2013 in St. Moritz wurde sie im Einzelwettkampf Vierte und im Teamwettbewerb mit der britischen Mannschaft Siebte.
Der Weltcup 2013/14 begann für Yarnold mit einem Sieg in Calgary, der ihre bisher erfolgreichste Saison einleitete. Nach Podestplätzen in sieben von acht Saisonrennen (darunter vier Siege) gewann sie den Gesamtweltcup vor Noelle Pikus-Pace. Bei den Olympischen Winterspielen 2014 in Sotschi wurde sie Olympiasiegerin, erneut vor Pikus-Pace sowie Jelena Nikitina. Auch im FIBT-Ranking 2013/14 belegte sie den ersten Rang. Im Juni 2014 wurde Elizabeth Yarnold wegen ihrer Verdienste um den Skeletonsport zum Mitglied des Order of the British Empire ernannt. In den Weltcup 2014/15 startete Yarnold mit einem Sieg in Lake Placid, musste das zweite Rennen krankheitsbedingt auslassen und gewann im neuen Jahr vier weitere Rennen. Im Februar 2015 wurde sie in Igls erstmals Europameisterin. In der Weltcup-Gesamtwertung musste sie sich Janine Flock geschlagen geben und wurde Zweite. Bei der Skeleton-Weltmeisterschaft 2015 in Winterberg zum Abschluss der Saison wurde sie erstmals Weltmeisterin.
Im September 2015 gab Yarnold eine einjährige Wettkampfpause bekannt. Im Dezember 2016 kehrte sie in den Weltcup zurück und fuhr nach Rang 4 zum Auftakt in Whistler bereits im zweiten Rennen in Lake Placid mit dem zweiten Rang wieder auf das Podium.
Bei den Olympischen Winterspielen 2018 in Pyeongchang konnte sie ihren Triumph von vier Jahren zuvor wiederholen. Im Oktober 2018 beendete sie ihre Karriere.

## Platzierungen nach Saison
| Saison  | Weltcup | WM     | WM    | EM  | OS |
| ------- | ------- | ------ | ----- | --- | -- |
| Saison  | Weltcup | Einzel | Mixed | EM  | OS |
| 2011/12 | 19.     | 3.     | −     | −   | −  |
| 2012/13 | 4.      | 4.     | 7.    | 6.  | −  |
| 2013/14 | 1.      | −      | −     | 6.  | 1. |
| 2014/15 | 2.      | 1.     | −     | 1.  | −  |
| 2015/16 | −       | −      | −     | −   | −  |
| 2016/17 | 9.      | 3.     | −     | 4.  | −  |
| 2017/18 | 9.      | −      | −     | 12. | 1. |

## Weltcupsiege
| Nr. | Datum         | Ort         | Bahn                                    |
| --- | ------------- | ----------- | --------------------------------------- |
| 01. | 22. Jan. 2012 | St. Moritz  | Olympia Bob Run St. Moritz–Celerina     |
| 02. | 2. Feb. 2012  | Calgary     | Calgary’s WinSport Bobsleigh/Luge Track |
| 03. | 29. Nov. 2013 | Calgary     | Calgary’s WinSport Bobsleigh/Luge Track |
| 04. | 15. Dez. 2013 | Lake Placid | Olympia-Bobbahn Mount Van Hoevenberg    |
| 05. | 4. Jan. 2014  | Winterberg  | Veltins-Eisarena                        |
| 06. | 17. Jan. 2014 | Igls        | Olympia Eiskanal Igls                   |
| 07. | 12. Dez. 2014 | Lake Placid | Olympia-Bobbahn Mount Van Hoevenberg    |
| 08. | 16. Jan. 2015 | Königssee   | Kunsteisbahn Königssee                  |
| 09. | 7. Feb. 2015  | Igls        | Olympia Eiskanal Igls                   |
| 10. | 8. Feb. 2015  | Igls        | Olympia Eiskanal Igls                   |
| 11. | 14. Feb. 2015 | Sotschi     | Sliding Center Sanki                    |